# Halowe Mistrzostwa Europy w Lekkoatletyce 1989 – bieg na 60 m kobiet
Bieg na 60 metrów kobiet – jedna z konkurencji biegowych rozgrywanych podczas halowych lekkoatletycznych mistrzostw Europy w  hali Houtrust w Hadze. Eliminacje i bieg finałowy zostały rozegrane 18 lutego 1989. Zwyciężyła reprezentantka Holandii Nelli Cooman, która tym samym obroniła tytuł zdobyty na poprzednich mistrzostwach (zdobyła złoty medal po raz piąty z rzędu).

## Rezultaty

### Eliminacje
Rozegrano 2 biegi eliminacyjne, do których przystąpiło 15 biegaczek. Awans do finału dawało zajęcie jednego z pierwszych trzech miejsc w swoim biegu (Q). Skład finału uzupełniły dwie zawodniczki z najlepszym czasem wśród przegranych (q).
Opracowano na podstawie materiału źródłowego.

#### Bieg 1
| Miejsce | Zawodniczka           | Czas | Uwagi |
| ------- | --------------------- | ---- | ----- |
| 1       | Paula Dunn            | 7,27 | Q     |
| 2       | Sisko Hanhijoki       | 7,31 | Q     |
| 3       | Nadieżda Roszczupkina | 7,32 | Q     |
| 4       | Ingrid Verbruggen     | 7,45 |       |
| 5       | Sonia Vigati          | 7,45 |       |
| 6       | Edine van Heezik      | 7,48 |       |
| 7       | Mette Husbyn          | 7,63 |       |

#### Bieg 2
| Miejsce | Zawodniczka          | Czas | Uwagi |
| ------- | -------------------- | ---- | ----- |
| 1       | Nelli Cooman         | 7,19 | Q     |
| 2       | Laurence Bily        | 7,23 | Q     |
| 3       | Sabine Richter       | 7,34 | Q     |
| 4       | Sabine Tröger        | 7,38 | q     |
| 5       | Martha Grossenbacher | 7,40 | q     |
| 6       | Wula Patulidu        | 7,42 |       |
| 7       | Sølvi Olsen          | 7,57 |       |
| 8       | Gretha Tromp         | 7,65 |       |

### Finał
Opracowano na podstawie materiału źródłowego.
| Miejsce | Zawodniczka           | Czas | Uwagi |
| ------- | --------------------- | ---- | ----- |
| 1       | Nelli Cooman          | 7,15 |       |
| 2       | Laurence Bily         | 7,19 |       |
| 3       | Sisko Hanhijoki       | 7,23 |       |
| 4       | Paula Dunn            | 7,24 |       |
| 5       | Nadieżda Roszczupkina | 7,27 |       |
| 6       | Sabine Richter        | 7,31 |       |
| 7       | Sabine Tröger         | 7,35 |       |
| 8       | Martha Grossenbacher  | 7,42 |       |